# Тепе-Кермен
Тепе-Кермен (Замок на вершині) — невелике печерне місто в Криму біля села Кудриного Бахчисарайського району. Тепе-Кермен в перекладі з тюркської означає «фортеця на вершині (пагорбі)».

## Загальний опис
Комплекс розташований на вершині гори-останця висотою 535 м над рівнем моря (225 м над оточуючими долинами).
Висота урвищ з півдня та заходу досягає 12 м. Найкраще збереглися сліди перебування населення — комплекс печер (близько 250 камер), які відображають всю різноманітність типів, які зустрічаються в печерних містах Криму.

## Історія
Місто існувало від VI до XIV століття. Найбільшого розквіту досягло в XII — XIII століттях. Висока концентрація штучних печер — понад 230. Є печерна церква XII — IX століть з висіченими хрестами, могилами, написами грецькою. Серед чагарнику та трави видно сліди фундаментів. Стіни не збереглися. Загибель міста за деякими версіями прив'язують до набігу золотоординського беклярбека Ногая 1299 року.
До X—XI століть цю невелику фортецю використовували як притулок жителі навколишніх долин. Міське життя тут почалася в XI—XII століттях: з'явилася щільна міська забудова, будувалися житлові будинки, християнські храми та монастирі
Досі не ясно з якого джерела брали воду жителі міста. Колодязі на території Тепе-Кермена не виявлені, а всі відомі джерела знаходяться біля самого підніжжя гори.
Вважають, що велику частину «багатокімнатних» печер міста раніше використовували для господарських потреб, як підвали та хліви. Вирубки та кільця в стінах говорять про те, що тут утримували тварин, зберігали воду в цистернах та припаси.
Дослідники висувають три версії походження міста. Першу в 1777 році сформулював німецький учений Тунман:

| «Тепе-Кермен, замок гірської вершини — висока, окремо розташована гора у вигляді цукрової голови…, на вершині якої ще й зараз видно рештки фортеці глибокої давнини. Уся скеля вкрита незліченною кількістю гротів та печер, розташованих особливим чином, майже як колумбарії стародавніх народів. Можна думати, що їх призначенням було служити місцем поховань». |
Дослідники Дюбуа де Монтпере, Г. А. Караулов та інші вважали Тепе-Кермен житловим комплексом давніх народів (кімерійців, таврів та їхніх попередників). Інші версії пов'язують печери з діяльністю християнських монахів, що переховувалися тут від іконоборських гонінь у VIII—IX століттях.
Підтвердження останньої думки — печерний храм VIII століття, що розташований з північно-західного боку гори. Він являє собою простору камеру розміром 10,5 м на 4,5 м, внутрішній простір якої витягнутий у довжину не від входу до вівтаря, як буває звичайно, а навпаки — вздовж вівтаря. Своєрідна компоновка внутрішнього простору храму схожа на типові християнські споруди Малої Азії та Сирії.
Частина печер за своїм розміщенням і будовою подібна до фортифікаційних споруд Мангупа та Ескі-Кермена, що свідчить про спільні принципи організації оборони й гірничотехнічні способи будівництва камер.

## Храми
Найвідоміші печерні храми городища Тепе-Кермен це «Церква з баптистерієм» та «Церква з ризницею».
«Церква з баптистерієм» має ширину від 4,5 до 5,3 метрів та довжину близько 11 метрів. Приміщення храму розділено на дві частини — церкву та баптистерій, і витягнуто не так, як це прийнято зазвичай — по осі, яка спрямована до вівтаря, а поперек, по осі, що має спрямованість північ-південь.
Вівтарна частина печерної церкви займає практично повністю центральну частину приміщення, на вівтарній перешкоді видно вирубані в скелі два хрести. У баптистерії можна побачити купіль висічену у формі хреста. Уздовж стін і просто в підлозі печерного храму вирубані могили та ніша-гробниця.
«Церкву з баптистерієм» вважають унікальним пам'ятником середньовічної архітектури Криму. Вона має баптистерій, вівтар, винесений всередину, і поперечне розташування нефа. Храми з подібним архітектурним розташуванням у Криму більше ніде не трапляються.
Другу відому печерну церкву Тепе-Кермен називають — «Церква з ризницею». Цей печерний храм має менші розміри, ширину близько 2,5 метрів та довжину близько 5 метрів. Це одноапсидний храм. У стінах можна побачити ніші, вирубані в скелі. Імовірно для жертовника та диаконника. Наприкінці апсиди можна побачити висічениц грецький напис. У підлозі храму також видні висічені в скелі могили.

## Галерея

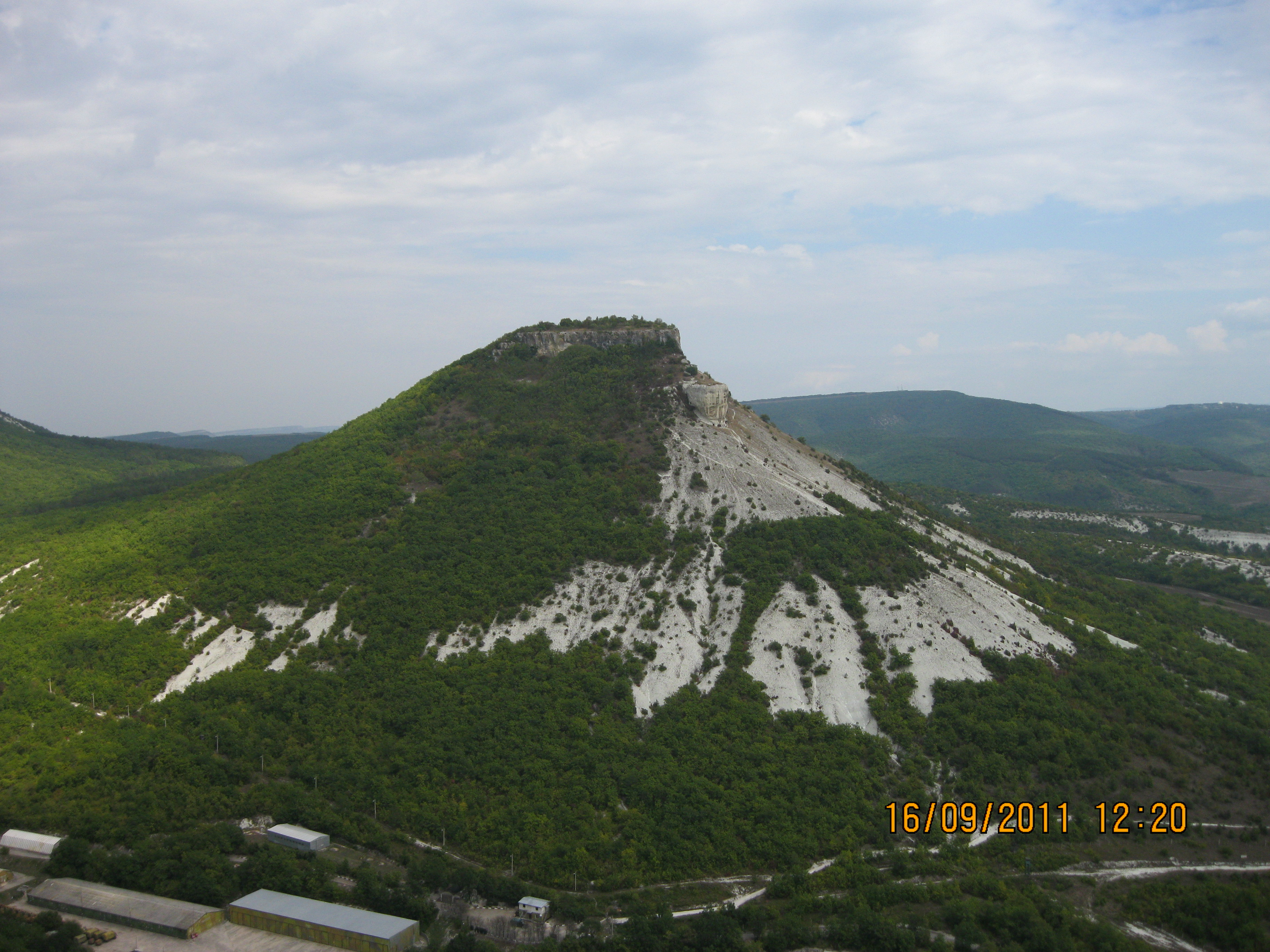
Вигляд з Киз Кермен
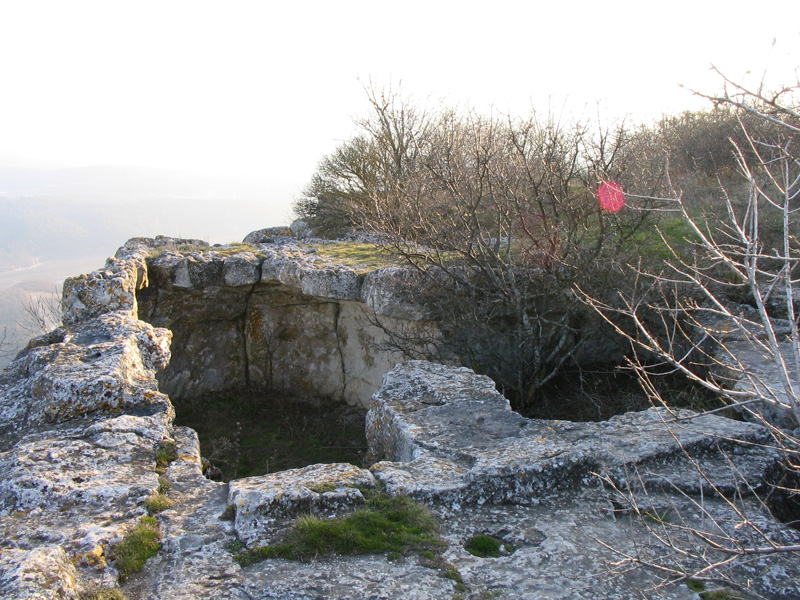
Залишки житла
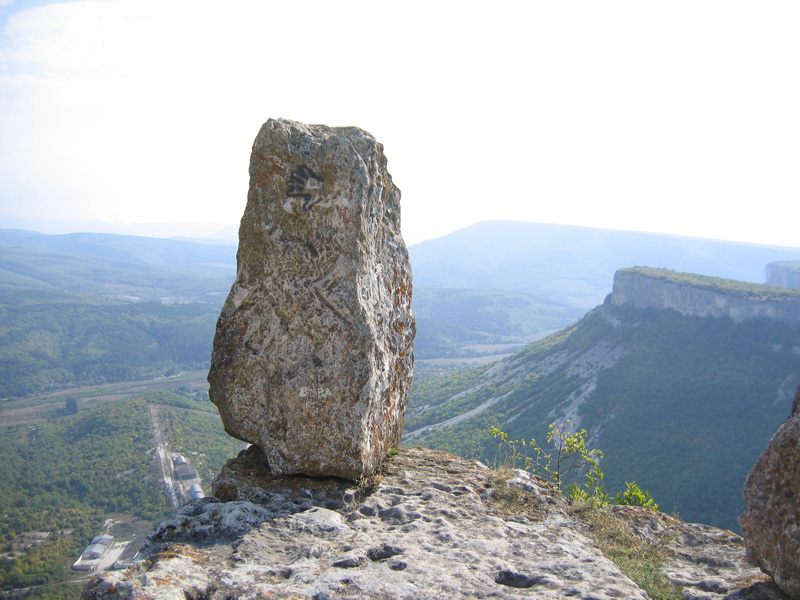
Камінь у південній частині міста